# Parque Mayer

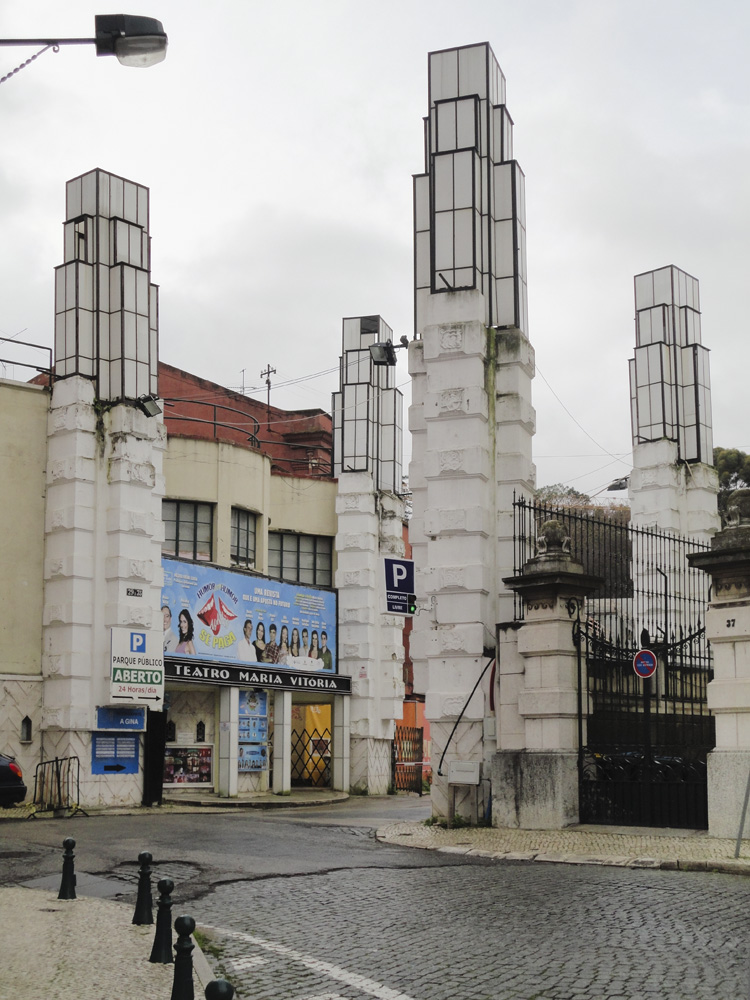
Der charakteristische Eingang des Parque Mayer, links das Teatro Maria Vitória

Der Parque Mayer ist ein Theatergelände in der portugiesischen Hauptstadt Lissabon, unweit der zentralen Avenida da Liberdade.

## Geschichte
Er entstand zunächst als Sommer-Vergnügungspark im ehemaligen Garten des Stadtpalastes Palácio Lima Mayer. Von 1918 bis 1922 wurde hier ein Casino betrieben. Mit der Eröffnung des Teatro Maria Vitória 1922 wurde der Parque Mayer dann zunehmend ein Anlaufpunkt für das Revuetheater. 1926 wurde das Teatro Variedades, 1931 das Teatro Capitólio, und 1956 das Teatro ABC eröffnet. Auch ein Freilufttheater war im Parque Mayer zeitweilig angesiedelt, dazu gab es dort Restaurants, Karussells und anderes. So wurden bis in die 1960er Jahre hier auch Box-Schaukämpfe veranstaltet, etwa mit Belarmino Fragoso, der 1964 durch Fernando Lopes’ Film Belarmino verewigt wurde, einem Hauptwerk des Novo Cinemas.
Mit Aufkommen des Fernsehens und dem veränderten Freizeitverhalten nahm die Bedeutung des Parque Mayer als Ausgehviertel ab, auch wenn der Name als Synonym für publikumswirksames Theater in Lissabon bis heute geläufig ist, insbesondere durch das weiter bestehende Teatro Maria Vitória. Alle anderen Häuser sind inzwischen geschlossen, und das Gelände wird als Parkplatz genutzt. 1999 wurde das Gelände an das Unternehmen Bragaparques verkauft.

## Der Parque Mayer heute
2010 bestätigte die Stadtverwaltung die Pläne des städtischen Dezernenten Pedro Santana Lopes (PSD), alle Gebäude abzureißen und dort u. a. ein neues und größeres Veranstaltungsgebäude zu errichten. Als Grund wurden nicht zu behebende Schäden an der gesamten Gebäudesubstanz im Parque Mayer angegeben.
Nachdem auch dieses Projekt gescheitert war, und nachdem es auch bei keinem der vorherigen Projekte zur Nutzung des Geländes zu einer Einigung kam, entschloss sich die Stadtverwaltung unter Bürgermeister António Costa (PS) in einer kommunalpolitisch umstrittenen Entscheidung im März 2014 für den Rückkauf des Geländes unter Anerkennung der bisher bereits rechtlich durchgesetzten Ansprüche des früheren Besitzers, der Bragaparques. Vor allem der Preis von über 101 Mio. Euro sorgte für Proteste der Opposition. Die Stadtverwaltung plant nun eine Wiederbelebung des Geländes und eine Umgestaltung, die den Parque Mayer wieder mehr zur Stadt hin öffnen soll. Dabei sollen drei Theater- oder Veranstaltungsgebäude hier angesiedelt werden, wobei der Bürgermeister klarstellte, es sei „keine Wiederbelebung des Parque Mayers wie in den 40er Jahren möglich“.

## Film
2018 drehte der Regisseur António-Pedro Vasconcelos mit dem erfolgreichen Parque Mayer einen 1933 spielenden Musikfilm, der sowohl die Hochzeit des Parque Mayer und die von dort aufkommenden Comédia portuguesa-Revuefilme porträtiert, als auch die zunehmende Zensur der semi-faschistischen Estado Novo-Diktatur zeigt. Dazu beinhaltet der Film zahlreiche Lieder und eine Liebesgeschichte und zeichnet damit die verschiedenen Facetten des historischen Parque Mayer nach.